# Hundra Ollar för en Stig (CD-singel)
Hundra Ollar för en Stig är en CD-singel från 2006 av Galenskaparna och After Shave med ledmotivet ur filmen Den enskilde medborgaren.

## Låtförteckning
1. Hundra Ollar för en Stig - Sång: Sofia Pekkari
2. Hundra Ollar för en Stig - (Instrumental) Trumpet: Magnus Johansson
3. Vackert Väder - Piano: Sofia Pekkari